# Kapliczka przydrożna w Rabie Niżnej
Kapliczka przydrożna w Rabie Niżnej – kapliczka w Rabie Niżnej, znajdująca się przy drodze krajowej nr 28, która powstała w I poł. XIX w.
Kapliczka powstała w 1832 roku i jest wykonana z kamienia, z lokalnego potoku (piaskowca) połączonego gliną. Daszek, jak i sygnaturka są pokryte gontem. Do wnętrza kapliczki prowadzą drewniane częściowo oszklone drzwi. W szczycie znajdują się trzy nisze.
Ściany we wnętrzu kaplicy są okryte oleodrukami i wydrukami. Niewielki, drewniany ołtarzyk został bez oryginalnych obrazów kilkukrotnie przemalowany.
Kapliczka od 1959 roku wpisana jest do wojewódzkiej ewidencji zabytków.
Na remont zostało uzyskane dofinansowanie z Rządowego Programu Odbudowy Zabytków w wysokości 63 700 zł.

## Elementy prac konserwatorskich[2]
- całkowita wymiana gontu,
- wymiana drzwi,
- wymiana wypraw tynkarskich we wnętrzu,
- pełna konserwacja: ołtarzyka i krucyfiksów,
- wykonanie dwóch obrazów olejnych do ołtarzyka

## Obrazy

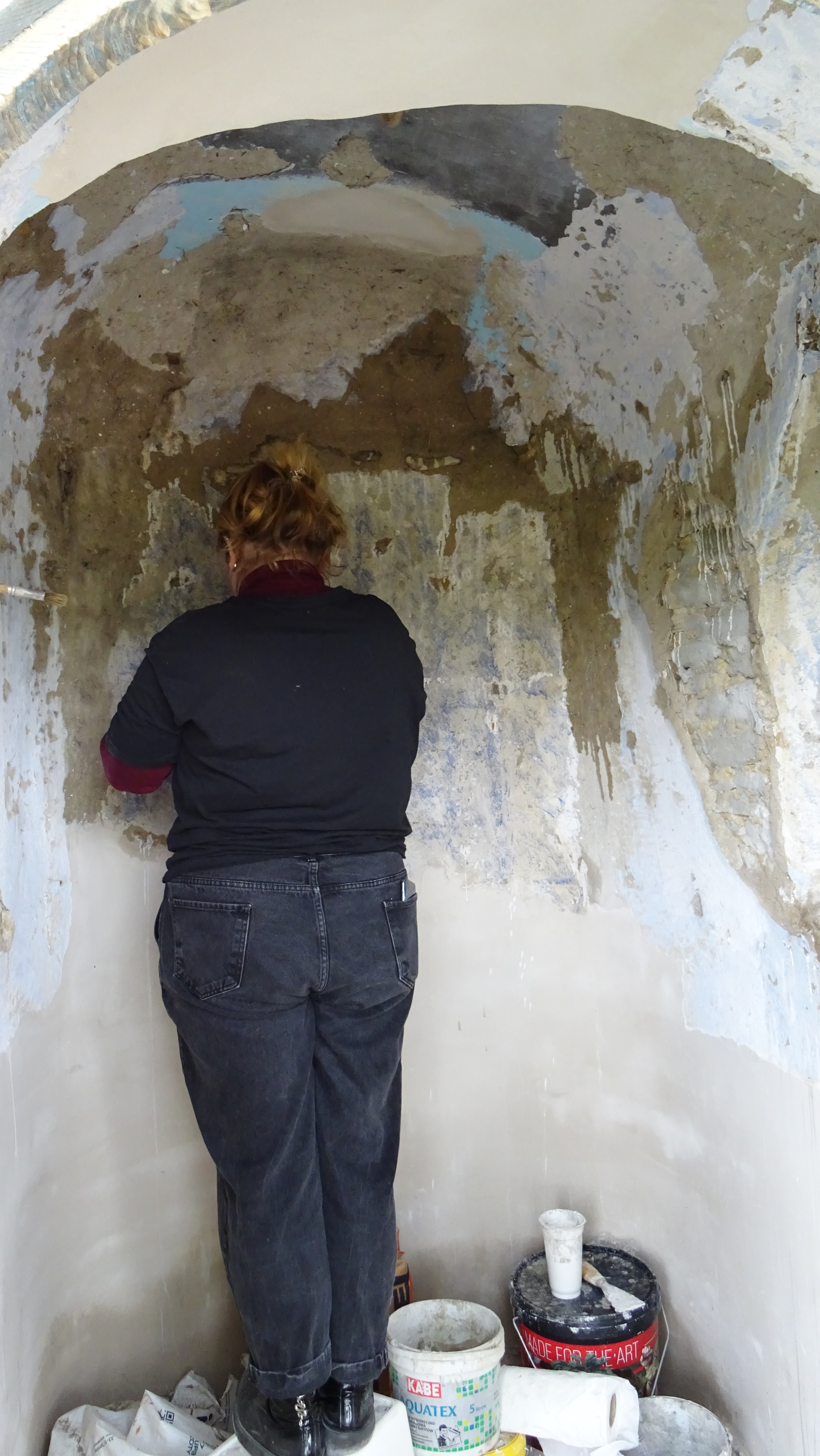
Konserwator podczas pracy
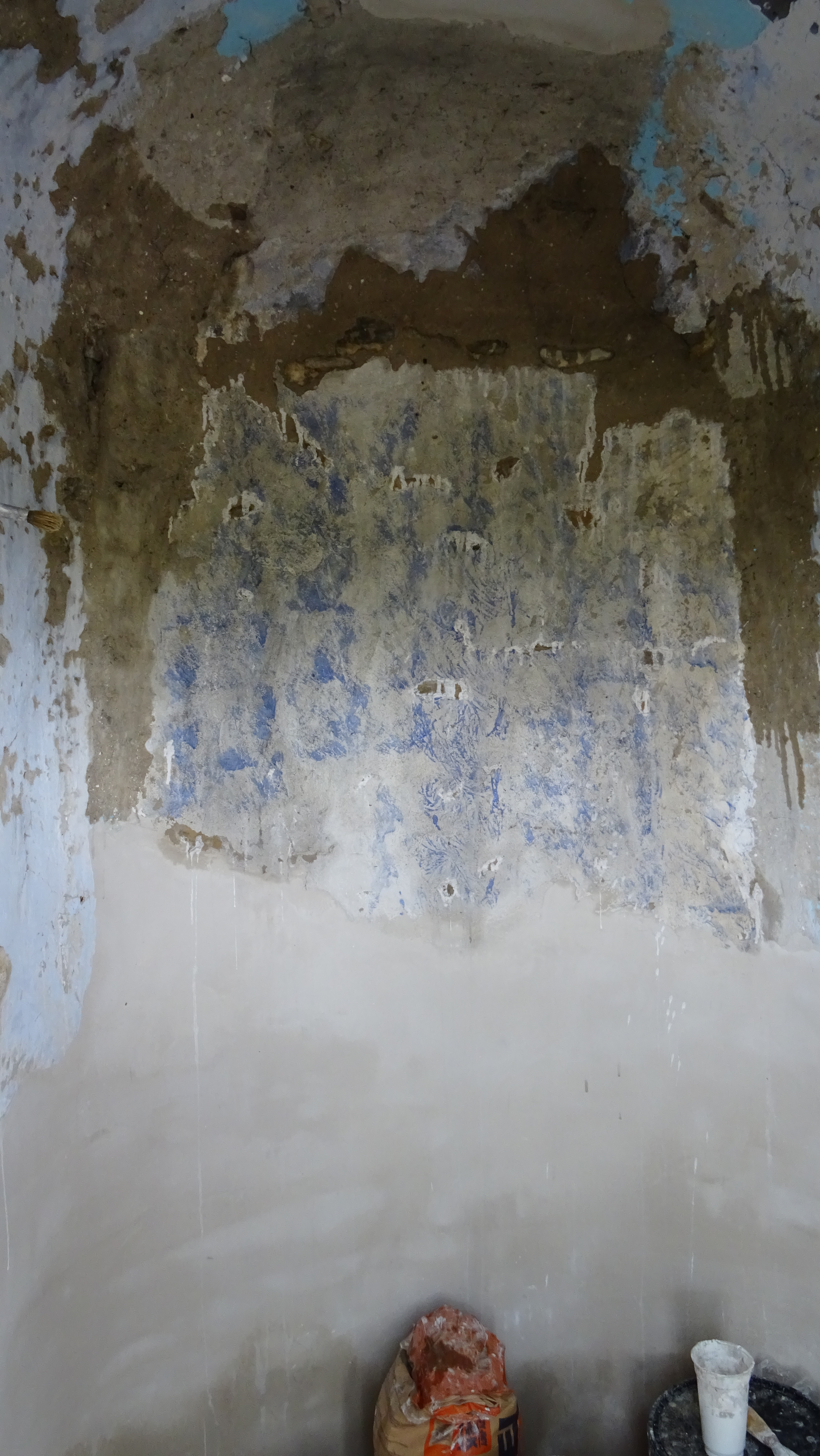
Resztki polichromii znajdujących się za ołtarzykiem
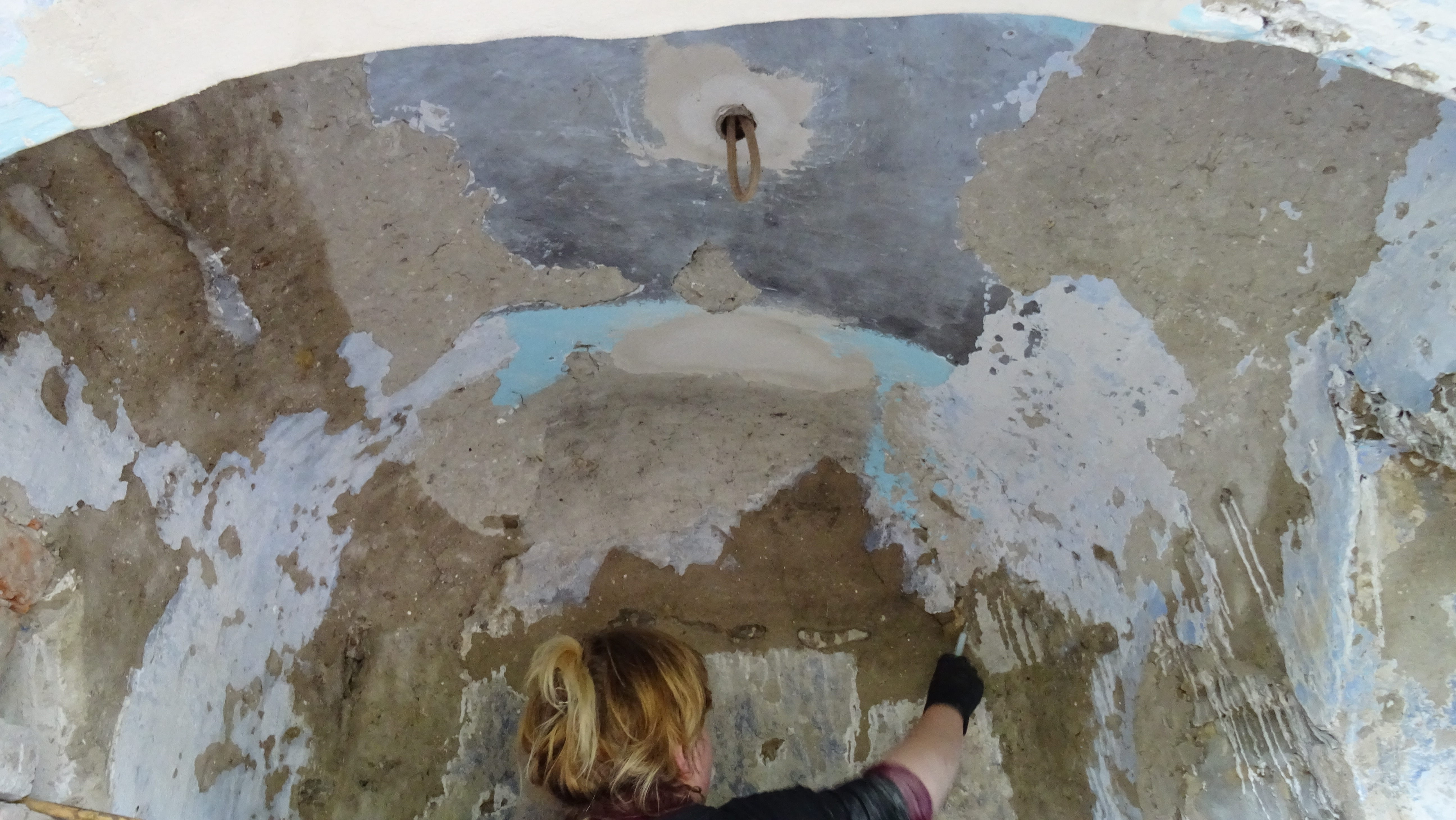
Sufit
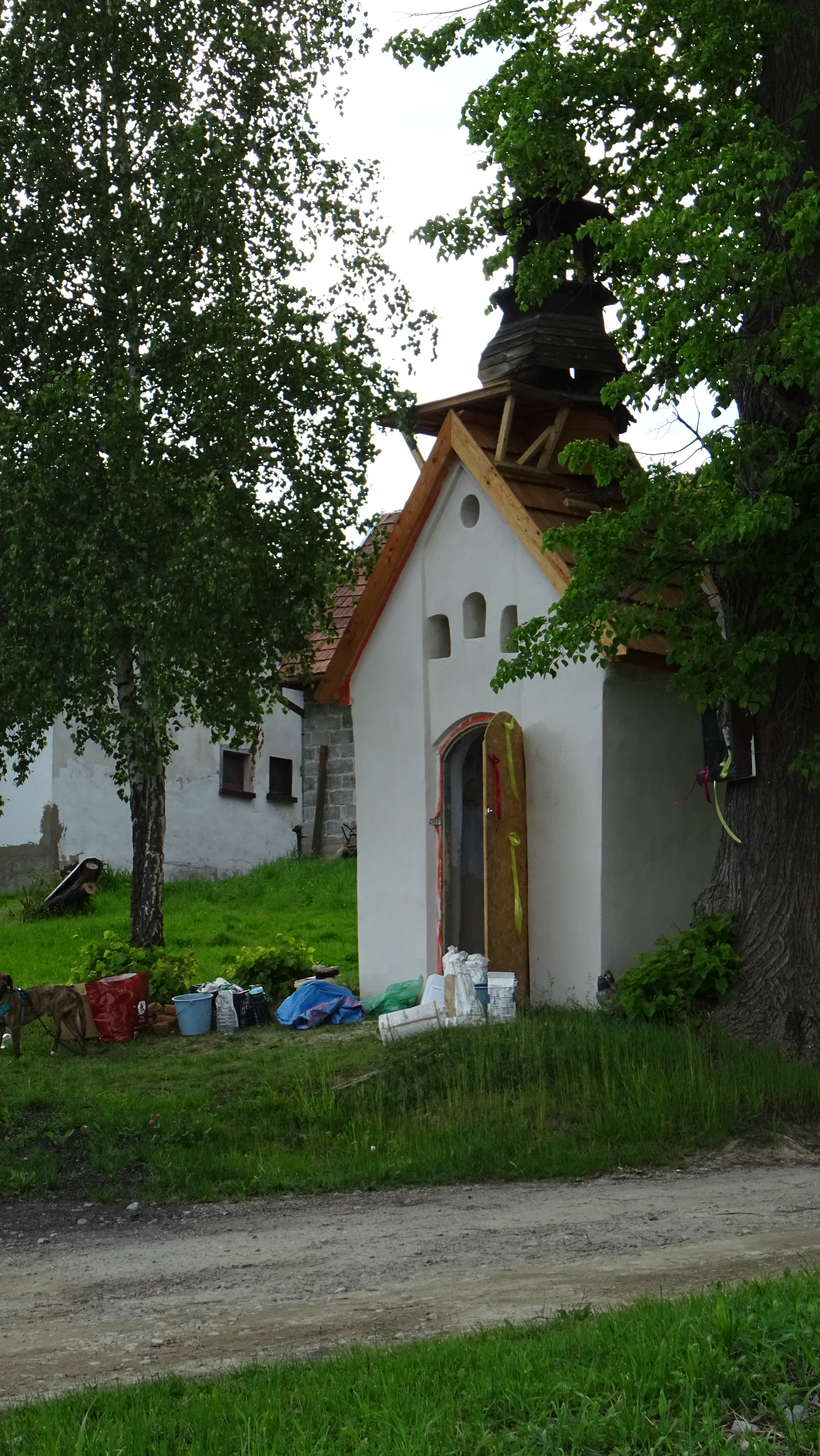
Kapliczka podczas renowacji